# Bandera de Bolivia
La bandera de Bolivia —denominada oficialmente como la Tricolor— es uno de los símbolos nacionales de Bolivia. Fue adoptada el 31 de octubre de 1851 durante el gobierno del presidente Manuel Isidoro Belzu. Consta de tres franjas horizontales de igual anchura y dimensiones, siendo la franja superior de color rojo, la central de color amarillo y la inferior de color verde.
Según la reglamentación por el Decreto Supremo N.º 0241, de 5 de agosto de 2009: 

La Tricolor tiene tres versiones; la bandera civil, que es también la bandera nacional; la bandera estatal, que incluye el escudo boliviano en el centro; la bandera de guerra (o de las Fuerzas Armadas) que incluye el escudo boliviano rodeado por una rama de laurel y de olivo.

La bandera de la Reivindicación Marítima, que contiene a la Tricolor y la Wiphala, es también el pabellón de guerra (o de la Armada Boliviana).
El 17 de agosto se celebra el «Día de la Bandera» como fiesta nacional desde el 30 de julio de 1924 determinado por decreto supremo en conmemoración del aniversario de creación de la primera bandera boliviana en 1825. Con motivo de esta gran celebración se realizan actos conmemorativos como desfiles y ceremonias, en los cuales se le rinde tributo a la bandera de Bolivia.

## Diseño y dimensiones
La bandera nacional de Bolivia se describe como un rectángulo en tribanda rojo, amarillo y verde. Las dimensiones de la bandera no habían sido definidas desde su adopción en 1851. 
Con la adopción de la Constitución Política del Estado, del 7 de febrero de 2009 que incluía nuevos símbolos patrios del Estado Plurinacional de Bolivia (como la flor de patujú y la bandera Wiphala), se emitió el Decreto Supremo N.º 0241, de 5 de agosto de 2009, que describe a la bandera nacional de la siguiente manera:

D. S. Nº 241, del 5 de agosto de 2009

Artículo 5°:
La Bandera del Estado Plurinacional de Bolivia consta de tres franjas horizontales de iguales dimensiones, colocadas en este orden: color rojo en la parte superior, amarillo en el centro y verde en la parte inferior.
Artículo 8°:
Para uniformar el uso de la Bandera Tricolor, se establecen las siguientes proporciones:
Alto 7.5 C (Cada franja tiene un alto de 2.5 C)
Ancho 11 C

El término C (inicial de la palabra "cuadrado") corresponde a la unidad de medida mínima que establece en la tabla de construcción, que permite ampliar y reducir proporcionalmente la imagen a escala.

### Colores y simbolismo
La primera descripción de los colores que posee la bandera de Bolivia, así como la interpretación del significado de los mismos, fue establecida en el Decreto Supremo del 14 de julio de 1888 durante el gobierno de Gregorio Pacheco.
Con el establecimiento del Estado Plurinacional de Bolivia, a través del Decreto Supremo N.º 241, del 5 de agosto de 2009; durante el gobierno de Evo Morales, se hizo algunas modificaciones a la simbología de la tricolor, asimismo se estableció los colores exactos de la bandera. Disponiéndose que tanto la bandera civil, como la bandera estatal deberá ser izada al lado derecho, y la wiphala al lado izquierdo.

D. S. Nº 241, del 5 de agosto de 2009

Artículo 6°:
Rojo. La franja superior de color rojo representa la sangre derramada por los héroes para el nacimiento y preservación de la república y consolidación del Estado Plurinacional de Bolivia.
Amarillo. La franja central de color amarillo representa las riquezas minerales y del subsuelo del pueblo boliviano.

Verde. La franja inferior de color verde representa la riqueza de la naturaleza y esperanza,como un valor principal de nuestra sociedad.

| Denominación | Rojo            | Amarillo       | Verde           |
| ------------ | --------------- | -------------- | --------------- |
| Pantone      | 485             | Process Yellow | 356             |
| RGB          | 191-4-17        | 254-238-0      | 0-121-52        |
| CMYK         | C0-M100-Y100-K0 | C0-M0-Y100-K0  | C100-M0-Y57-K53 |
| HEX          | #D52B1E         | #F9E300        | #007934         |

## Banderas oficiales

Wiphala (uso estatal y civil)
Bandera Tricolor (uso estatal)
Bandera Tricolor (uso civil)
Bandera de la Reivindicación Marítima (de uso estatal y civil)

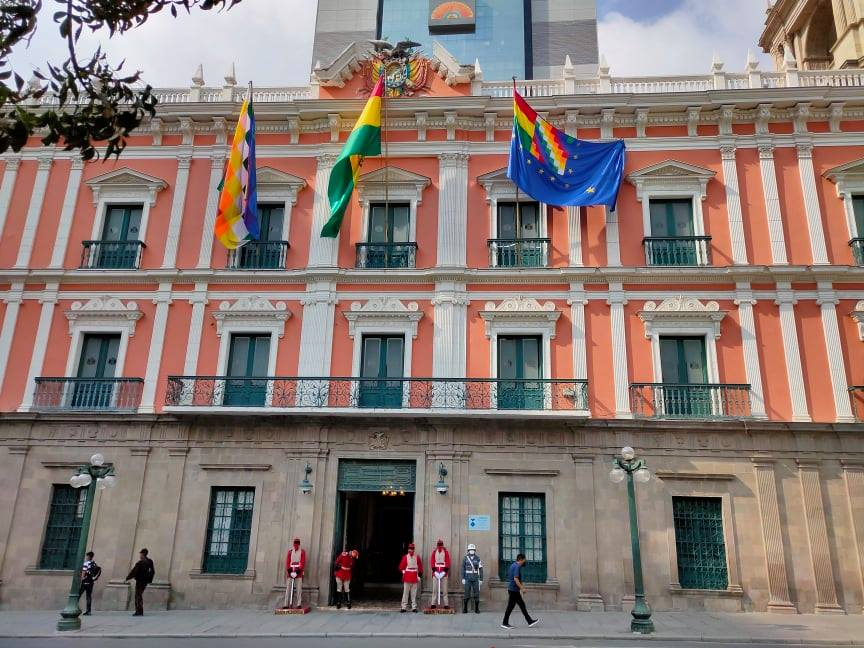
Las tres banderas oficiales de Bolivia, izadas en Palacio Quemado.

Bolivia es uno de los pocos países en el mundo que ha adoptado dos banderas como símbolo nacional; la Tricolor Boliviana y la Wiphala. Otro caso similar es el de Uruguay con tres banderas: la Bandera Nacional de Uruguay, la Bandera de Artigas y la Bandera de los Treinta y Tres Orientales.
Existen dos versiones de la Bandera Tricolor; una acompañada por el Escudo de Bolivia para uso estatal, y otra sin el escudo para uso civil; en cuanto a la Wiphala es usada a nivel estatal así como de uso civil, debiendo ser usada al lado izquierdo de la Bandera Tricolor. La Bandera de la Reivindicación Marítima es un emblema del Estado boliviano, para utilizarse en las actividades cívicas del mes de marzo, debiéndose izar al lado derecho de la Wiphala y la bandera Tricolor.

## Historia

### Banderas previas a la independencia
La utilización de banderas como forma de representar a personas, estados o naciones es una costumbre iniciada en Europa y China, por lo que es poco probable que, antes de la llegada de los conquistadores españoles, existiesen este tipo de distintivos. A ello se suma la inexistencia de entidades políticas que agruparan a los diversos pueblos indígenas y de registros históricos anteriores al arribo de los europeos durante el siglo XVI. Bolivia estuvo representada desde el comienzo de la conquista por la Bandera de España, durante los años de colonización española.[cita requerida]

Estandarte de la Conquista del Tawantinsuyo
Cruz de Borgoña, bandera del Imperio español (1541-1785).
Bandera de España (1785-1825).

### Banderas en el periodo independentista
Entre 1811 y 1825,  se organizaron grupos independentistas denominados en la historiografía boliviana como Republiquetas, entre estas; las Repúbliquetas de Vallegrande, Republiqueta de Cinti, Republiqueta de Tarija, Republiqueta de Santa Cruz, Republiqueta de La Laguna, y otros grupos guerrilleros que estaban adscritas a las Provincias Unidas del Río de la Plata. En este periodo la región del Alto Perú, se dividió en dos bandos, patriotas y realistas; los patriotas se identificaban por una bandera formada por dos franjas de color azul y blanco y rojo, mientras que los realistas se identificaban con una bandera igualmente de dos franjas cuyos colores eran amarillo y verde. Ambos bandos llevaban también brazaletes, en el brazo derecho, para distinguirse. Asimismo las entonces denominadas Provincias del Alto Perú (La Paz, Charcas, Potosí, Cochabamba y Santa Cruz) y la Provincia de Tarija, eran miembros, y contaban con sus representantes en Provincias Unidas del Río de la Plata. 
También entre 1821 y 1822, se establece el Protectorado de San Martín, el cual controlaba de facto el Partido de Atacama, reclamando también parte de los territorios de los actuales La Paz y Pando.

Entre el 10 y 23 de julio de 1825, representantes de las cinco provincias del Alto Perú, se reúnen para debatir la anexión del territorio, al Perú o al Río de la Plata, pero finalmente deciden constituir una república independiente, declarando la independencia el 6 de agosto de 1825.

Bandera del Protectorado de San Martín  (patriotas)
Emblema llevado por los patriotas, usada por la Junta Tuitiva y por miembros de la republiqueta de Ayopaya y del Estado del Alto Perú proclamado por José Miguel Lanza
Bandera de las Provincias Unidas del Río de la Plata  (patriotas)
Emblema llevado por los patriotas, miembros de las republiquetas de Santa Cruz, Vallegrande y Tarija, adscritas a las Provincias Unidas del Río de la Plata.
Bandera llevada por los revolucionarios de Cochabamba hasta su independencia. Creada por Esteban Arze e inspirada por la bandera de Alejo Calatayud.

### Primera Bandera Nacional (1825)
Bolivia se declaró independiente el 6 de agosto en 1825. Once días después de la declaración de independencia, firmada en la ciudad de Chuquisaca (actual Sucre), la Asamblea General de la nueva República de Bolívar creó por ley la primera bandera nacional el 17 de agosto. La Asamblea decretó la utilización de dos banderas conocidas entonces como Bandera Menor y Bandera Mayor, actualmente denominadas como bandera civil y estatal, respectivamente. La ley estableció lo siguiente:

1º La bandera nacional será bicolor, verde y punzó; el campo principal será punzó, y a uno y otro costado irán colocadas dos fajas verdes del ancho de un pie; sobre el campo punzó se colocarán óvalos verdes, formados de ramas de olivo y laurel, uno en el medio y cuatro en los costados, y dentro de cada uno de estos óvalos se colocará una estrella de color de oro.
2º La bandera menor sólo llevará, en el campo del centro punzó, uno de los óvalos mencionados en el artículo anterior, con una estrella en el medio.

Ambas banderas constaban de tres franjas, dos verdes en los costados y una de color rojo punzó en el centro, distribuidas en la razón 1:2:1. Al centro de la bandera civil dentro de la franja roja se ubicaba una estrella amarilla rodeada por una rama de olivo y otra de laurel por la izquierda y derecha, respectivamente. En la Bandera Mayor, de uso oficial, el diseño de la estrella con ramas se repetía cinco veces representando a los entonces cinco departamentos confortantes de la República de Bolívar.

### Segunda Bandera Nacional de Bolivia (1826)
El 25 de julio de 1826 el mariscal Antonio José de Sucre, en ese entonces presidente de la República de Bolivia, dispuso el cambio de bandera por ley, donde en su artículo único exponía lo siguiente:
"La bandera nacional será la misma que designó la Asamblea General en la Ley de 17 de agosto, poniéndose en lugar de las cinco estrellas de oro, una faja amarilla superior, y las armas de la República al centro, dentro de dos ramas de olivo y laurel".
De ese modo la bandera quedó con una franja amarilla en la parte superior, y tres franjas verticales verde, rojo punzó y verde, que ocupaban dos tercios de la bandera. En tanto, la bandera civil, se usaría igualmente, sin el escudo nacional de Bolivia en la franja roja.

### Tercera Bandera Nacional de Bolivia (1831)
El 5 de abril de 1831 el Mariscal Andrés de Santa Cruz, juró lealtad a una bandera que tenía tres franjas horizontales, la superior amarilla, la central roja, y la inferior verde. En la franja roja el escudo nacional de 1826.
En tanto, la bandera civil, se usaba sin el Escudo Nacional en la franja roja. Esta bandera estuvo en uso hasta el 31 de octubre de 1851, en que fue adoptada la bandera actual.

### Bandera de la Confederación Perú-Boliviana (1836-1839)
Etapa histórica cuando Bolivia conformaba junto con el Nor-Perú y Sud-Perú una unión confederal denominado Confederación Perú-Boliviana. La ley Fundamental de la Confederación establecía lo siguiente:

La bandera de la Confederación será de color punzó por ser común a las tres repúblicas. En su centro se verán las armas de la Confederación, que son las de las tres repúblicas entrelazadas por un laurel; el diseño lo dará el Protector.
Ley Fundamental de la Confederación Perú-Boliviana, artículo 37

Es así que la bandera de la Confederación Perú-Boliviana, era de color rojo punzó, en el medio estaba el Escudo de armas de la Confederación conformado por los escudos del Estado de Bolivia a la derecha, Escudo del Estado Nor-Peruano a la izquierda y en la parte superior del Estado Sud-Peruano rodeados de una corona cívica.

#### Bandera del Estado Boliviano
El Estado Boliviano fue uno de los tres estados federales que conformaron la Confederación Perú-Boliviana; después de unirse a la Confederación dejó de ser una república para convertirse en el tercer estado del nuevo país. Mantuvo la bandera de tres franjas horizontales: la superior amarilla, la central roja, y la inferior verde de 1831.

### Cuarta Bandera Nacional de Bolivia (1851)
La bandera boliviana fue izada por primera vez en Oruro, ubicada en el Altiplano andino. En 1851, el entonces presidente de Bolivia Manuel Isidoro Belzu viajaba a caballo desde la ciudad de La Paz hacia Oruro para asistir al Congreso Nacional convocado por él, para analizar el concordato con la Santa Sede negociado por el mariscal Andrés de Santa Cruz. En las cercanías de la comunidad de Pasto Grande, Belzu divisó un arco iris que resplandecía bajo el cielo cuyos colores predominantes eran el rojo, amarillo y verde. El presidente ordenó al ministro Juan Crisóstomo Unzueta que presentara un memorial a la convención el 30 de octubre para cambiar los colores de la bandera boliviana. Fue así que el 31 de octubre de 1851 la Convención Nacional, realizada en la ciudad de Oruro, aprobó la nueva y actual bandera de Bolivia. Confeccionada por mujeres orureñas, se fijó el diseño definitivo por ley de 5 de noviembre de 1851. Dos días después de su aprobación, el 7 de noviembre de 1851, fue izada por primera vez en la cima de la colina sobre el Faro de Conchupata en la ciudad de Oruro, luego declarado monumento nacional.
Mediante el artículo 5.º del Decreto del 14 de julio de 1888, se regularizó el uso de la bandera, disponiendo que las tres franjas que la conforman debían tener el mismo tamaño en largo y ancho. La franja roja debía ir en la parte superior, al centro la amarilla (color oro) y la verde en la parte inferior, oficializando así el diseño y los colores de la bandera.
Según el decreto supremo N.º 27630 del 19 de julio de 2004, durante la presidencia de Carlos Mesa, se estableció que la bandera civil usada en actos cívicos, públicos y conmemoraciones patrióticas se usará sin el Escudo Nacional, en cambio la bandera usada por el estado en actos oficiales incluirá en su parte central el escudo.

### Actual Bandera Nacional de Bolivia (2009)
Durante la presidencia de Evo Morales, a través del Decreto Supremo N.º 241 del 5 de agosto de 2009, se hizo algunas modificaciones a la simbología de la bandera, asimismo se estableció que tanto la bandera civil como la bandera usada por el Estado en actos oficiales se izará al lado derecho y la wiphala al lado izquierdo.

D. S. Nº 241, del 5 de agosto de 2009

Artículo 6°:
Rojo. La franja superior de color rojo representa la sangre derramada por los héroes para el nacimiento y preservación de la república y consolidación del Estado Plurinacional de Bolivia.
Amarillo. La franja central de color amarillo representa las riquezas minerales y del subsuelo del pueblo boliviano.

Verde. La franja inferior de color verde representa la riqueza de la naturaleza y esperanza,como un valor principal de nuestra sociedad.

### Bandera de la flor de Patujú

Bandera de la flor de Patujú, usada a nivel nacional entre 2019 y 2020.

Entre 2019 y 2020, durante el gobierno de Jeanine Áñez la bandera de la flor de patujú fue adoptada en actos oficiales a nivel nacional, sin haber firmado un decreto al respecto y permaneció en el Senado con posterioridad al gobierno tras reclamos por su retiro, sin embargo, el gobierno de Luis Arce no continuó con el uso a nivel nacional. Previamente, el 28 de octubre de 2020 Arce recibió las credenciales que lo acreditaron como Presidente electo y en esta ceremonia estuvo presente la bandera de la flor del Patujú en el fondo.
En mayo de 2023 fue ingresado el proyecto de ley que contempla el reconocimiento oficial de la bandera, ya reconocida oficialmente por los departamentos de Santa Cruz y Beni. Sin embargo el proyecto fue rechazado.
La flor de Patujú es oficialmente un símbolo nacional, no así la bandera.

## Variantes
Según la reglamentación vigente, la bandera de Bolivia tiene características determinadas según la usanza que se le dé por parte de los cuerpos diplomáticos, civiles o militares. Los decretos que rigen estas especificaciones son los expedidos 5 de agosto de 2009 (D.S. N.º 241).

Bandera del Estado.

### Bandera institucional
El Decreto Supremo DS N.º 241, 5 de agosto de 2009, establece que la Bandera Tricolor usada por el gobierno, llevará el Escudo Nacional de Bolivia en ambos lados de la bandera. En su artículo 4.º inciso 1 dispone lo siguiente:

La Bandera Tricolor que será izada todos los días hábiles en el Palacio de Gobierno, Palacio Legislativo y el palacio de Justicia, Ministerios, Prefecturas, Embajadas y organismos internacionales, llevará al centro de la franja amarilla en el anverso y reverso, el Escudo de Armas.

### Bandera de la Reivindicación Marítima

Bandera de la Reivindicación Marítima

La Bandera de la Reivindicación Marítima, es un emblema oficial de Bolivia, izada y utilizada en actos cívicos y culturales referentes al tema marítimo boliviano, utilizada en el mes de marzo de cada año, en oficinas de todos los órganos del Estado, Fuerzas Armadas, Policía Boliviana, entidades públicas y descentralizadas. Es de color azul mar; contiene en el cuadrante superior izquierdo la bandera tricolor junto a la wiphala, con nueve estrellas pequeñas de cinco puntas, color dorado alrededor, y en el cuadrante inferior derecho, una estrella mediana de cinco puntas, color dorado; que representa el sentimiento, anhelo y civismo del pueblo boliviano, para obtener una salida soberana al océano Pacífico. 

La Bandera de Reivindicación Marítima del Estado Plurinacional de Bolivia,  consta de campo azul mar; en el cuadrante superior izquierdo la Bandera Tricolor junto a la Wiphala, con nueve estrellas pequeñas de cinco puntas color dorado alrededor y en el cuadrante inferior derecho una estrella mediana de cinco puntas color dorado.
Art. 4, Ley Nº 920

### Bandera de las Fuerzas Armadas y bandera de guerra

Bandera militar.

La bandera de las Fuerzas Armadas es el emblema nacional de modelo único que se entrega a las Fuerzas Armadas y a la Policía Nacional de Bolivia para ceremonias, paradas, desfiles y para distinguirlas cuando están activas. Está compuesta por la Bandera Tricolor con el Escudo Nacional en el centro rodeado por una rama de olivo a la izquierda y una de laurel a la derecha. Cada unidad porta como estandarte esta bandera con el nombre de su unidad en letras doradas en forma de arco debajo del Escudo Nacional. En el artículo 9.º inciso II del Decreto Supremo N.º 241, 5 de agosto de 2009, dispone que: 

La Bandera Tricolor utilizada por las Fuerzas Armadas en sus tres fuerzas y en todos sus institutos y unidades, llevará al centro de la franja amarilla en el anverso y reverso, el Escudo de Armas flanqueada a la izquierda por una rama de laurel y a la derecha por una rama de olivo.

Bandera de guerra.

La bandera de guerra es utilizada casos de conflictos bélicos o acciones armadas, por las instituciones militares y policiales, desde el 18 de marzo de 2010, se adoptó la wiphala como bandera de guerra.

### Pabellón de guerra

Bandera naval

El pabellón de guerra o pabellón naval de Bolivia está compuesto por un paño azul-mar por la Tricolor y la Wiphala,  en el cantón (parte superior al asta), rodeada a la derecha y abajo por nueve estrellas doradas que representan a los nueve departamentos del país. En la esquina inferior derecha se encuentra una estrella que representa el Departamento del Litoral y el anhelo a la recuperación de una salida al Océano Pacífico. Esta fue creada por Decreto Supremo 07583 del 13 de abril de 1966, y modificada por la Ley N.º 920, del 27 de marzo de 2017

### Estandarte Nacional
El Estandarte Nacional es la versión portátil del Pabellón Nacional, para ser usado sin ondear en el interior de edificios. Tiene un formato más pequeño (1,40 x 0,93 m) y en ocasiones con el escudo ladeado 45° de forma que sea visible en reposo sobre el asta y con una banda o cordón inferior que impide que ondee.

## Juramento a la bandera

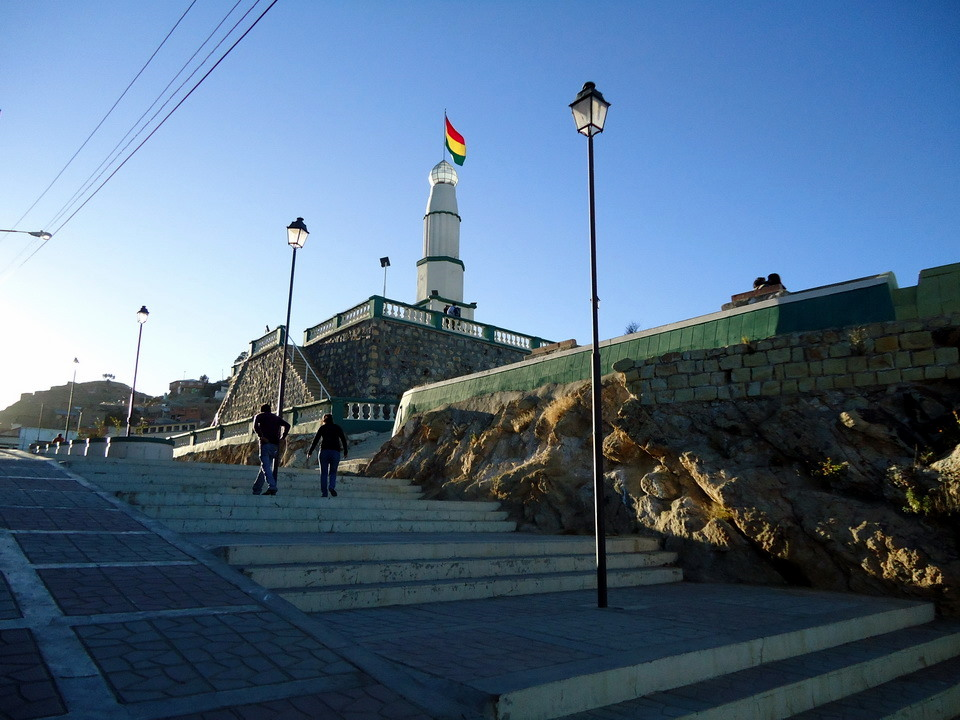
Faro de Conchupata en Oruro, lugar donde se izó por primera vez la actual bandera boliviana.

El juramento a la bandera es un soneto boliviano, alusivo a la soberanía nacional cuya letra es:

### Al soldado
- Quien toma el juramento: "Juráis por Dios, la Patria y la sagrada memoria de los Héroes de la Nación, defender vuestra Bandera, sin omitir el sacrifio de la vida, servir al pueblo, del que formais parte en sus necesidades y aspiraciones, acatar las órdenes de vuestros superiores, no abandonar jamás a quien os mande en acción de guerra; como cumple el militar que se debe a su Dios, a su Patria y a su Bandera"

- Responde el soldado: "¡Sí, juro!"

## Himno a la Bandera

Despliegue de la bandera de Bolivia en forma horizontal y vertical.

El Himno a la Bandera es un himno usado para honrar al pabellón del país, entonado el Día de la Bandera cada 17 de agosto al momento de izar la bandera, compuesta por el maestro Manuel Benavente, cuya letra fue creada por Ricardo Mujía.
Letra del saludo a la bandera:

I
Pabellón tricolor que te ostentas
de Bolivia en el cielo radiante,
como el iris de gloria triunfante,
como emblema de paz y de unión.
II
En tus pliegues benditos acoges
los anhelos del pueblo que te ama,
que en las cumbres andinas te aclama
y te rinde homenaje de amor.
III
Si el clarín de la guerra resuena
y nos llama a la cruenta batalla,
nuestros pechos serán la muralla
que resista con fe y con valor.
IV
Las cornetas que dicen tu nombre
desgranando a los vientos sus notas,
vibrarán en las playas remotas
sobre el mar que tus plantas besó.
V
Pabellón tricolor con tus franjas
de laurel, de oro vivo y de fuego;
por ti elevo a los cielos mi ruego,
por ti ofrezco mi vida al Señor.
VI
Cuando sueltas tus pliegues al viento
protegiendo heredades y nidos,
tuyos son los vehementes latidos
de tu pueblo que es un corazón.

## Banderas similares

Bandera de Lituania
Bandera de Birmania
Bandera de Etiopía
Bandera de Ghana
Bandera de Guinea
Bandera de Senegal
Bandera de la República del Congo
Bandera de Malí
Bandera de Carchi (Ecuador)
Bandera de Bolívar (Colombia)
Bandera de Yopal, (Casanare), (Colombia)